# Edward Duyker
Edward Duyker (Melbourne, 21 marzo 1955) è uno scrittore e storico australiano.

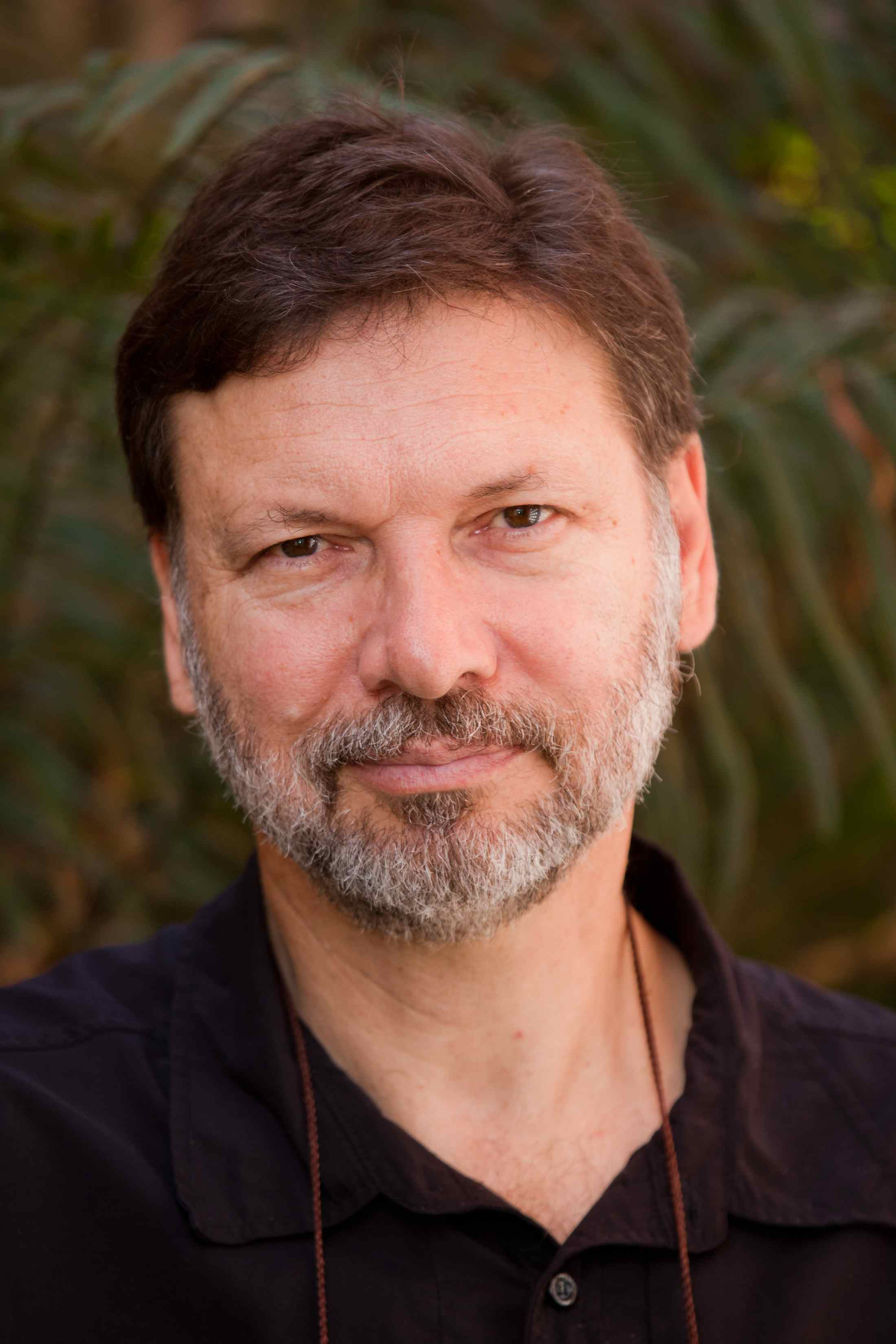
Edward Duyker (2014)

La famiglia materno di Duyker è originaria della Bretagna emigrata verso le isole Mauritius nell’Oceanao Indiano nel Settecento. Suo padre appartenente ad una famiglia olandese. Duyker studiò a La Trobe University e alla University of Melbourne (Ph.D., 1981) e venne arruolato nella JIO (Joint Intelligence Organisation) come funzionario del servizi intelligenza militare (1981–1983) a Canberra. Nel 1984 Duyker decise di trasferirsi in Sydney come uno scrittore. Dal 1996 al 2002 Duyker fu Agente Consolare della Repubblica di Mauritius in Nuovo Galles del Sud. Duyker è uno dei principali storici di francesi e olandesi in Australia.
Il suo libro Citizen Labillardière contiene un capitolo sul coinvolgimento di Jacques-Julien Houtou de La Billardière nella commissione ufficiale Francese che saccheggiato musei e biblioteche di Milano, Pavia e Bologna sulla scia delle vittorie di Napoleone Bonaparte nel 1796. Il suo libro più recente è una biografia dell'esploratore francese Jules Dumont d'Urville.
Edward Duyker fu eletto membro della ‘'Australian Academy of the Humanities'’ nel 2007. Dal 2009 al 2018, il fu professore incaricato en Universitario Cattolico di Australia. 

## Opere
- Mauritian Heritage: An Anthology of the Lionnet, Commins and Related Families, Australian Mauritian Research Group, Ferntree Gully, 1986, pp. 368, ISBN 0-9590883-2-6.
- Tribal Guerrillas: The Santals of West Bengal and the Naxalite Movement, Oxford University Press, New Delhi, 1987, pp. 201, SBN 19 561938 2.
- The Dutch in Australia, AE Press, Melbourne, 1987, pp. 181, ISBN 0-86787-215-2.
- (con Maryse Duyker) Beyond the Dunes: A Dutch-Australian Story, Sylvania, 1987, pp. 41, ISBN 0 731600584.
- Of the Star and the Key: Mauritius, Mauritians and Australia, Australian Mauritian Research Group, Sylvania, 1988, pp. 129, ISBN 09590883 4 2.
- (con Coralie Younger) Molly and the Rajah: Race, Romance and the Raj, Australian Mauritian Press, Sylvania, 1991, pp. xii, 130, ISBN 0-646-03679-3
- The Discovery of Tasmania: Journal Extracts from the Expeditions of Abel Janszoon Tasman and Marc-Joseph Marion Dufresne 1642 & 1772, St David's Park Publishing/Tasmanian Government Printing Office, Hobart, 1992, pp. 106, ISBN 0-7246-2241-1.
- A French Trading Expedition to the Orient: The Voyage of the Montaran 1753—1756, Stockholm University Center for Pacific Asia Studies Working Paper, No.30, August 1992, pp. 20.
- New Voices in the Southland: Multiculturalism, Ethno-history and Asian Studies in Australia, Stockholm University Center for Pacific Asia Studies Working Paper No.31, September 1992, pp. 15.
- (con Hendrik Kolenberg) The Second Landing: Dutch Migrant Artists in Australia, Erasmus Foundation, Melbourne, 1993, pp. 56, ISBN 0646 135937.
- An Officer of the Blue: Marc-Joseph Marion Dufresne 1724—1772, South Sea Explorer, Miegunyah/Melbourne University Press, Melbourne, 1994, pp. 229, ISBN 0-522-84565-7.
- (con Barry York) Exclusions and Admissions: The Dutch in Australia 1902-1946, Studies in Australian Ethnic History, No. 7, Centre for Immigration and Multicultural Studies, Research School of Social Sciences, Australian National University, Canberra, 1994, pp. 11, ISBN 07315 1913 2/ISSN 1039-3188.
- (con Per Tingbrand) Daniel Solander: Collected Correspondence 1753—1782, Miegunyah/Melbourne University Press, Melbourne, 1995, pp. 466, ISBN 0-522-84636-X [Scandinavian University Press, Oslo, 1995 ISBN 82-00-22454-6]
- A Woman on the Goldfields: Recollections of Emily Skinner 1854—1878, Melbourne University Press, Melbourne, 1995, pp. 129, ISBN 0-522-84652-1.
- Nature's Argonaut: Daniel Solander 1733—1782, Naturalist and Voyager with Cook and Banks, Miegunyah/Melbourne University Press, Melbourne, 1998, pp. 380, ISBN 0-522-84753-6
- [introduzione] Mirror of the Australian Navigation by Jacob Le Maire: A Facsimile of the ‘Spieghel der Australische Navigatie...' Being an Account of the Voyage of Jacob Le Maire and Willem Schouten 1615-1616 published in Amsterdam in 1622, Hordern House for the Australian National Maritime Museum, Sydney, 1999, pp. 202, ISBN 1-875567-25-9.
- (con Maryse Duyker) Bruny d'Entrecasteaux: Voyage to Australia and the Pacific 1791—1793, Miegunyah/Melbourne University Press, Melbourne, 2001, pp. xliii, pp. 392, ISBN 0-522-84932-6 (2006, ISBN 0-522-85232-7).
- Citizen Labillardière: A Naturalist's Life in Revolution and Exploration (1755—1834), Miegunyah/Melbourne University Press, Melbourne, 2003, pp. 383, ISBN 0-522-85010-3 (2004, ISBN 0-522-85160-6).
- ‘A French Garden in Tasmania: The Legacy of Félix Delahaye (1767—1829)', in Glynnis M. Cropp, Noel R. Watts, Roger D. J. Collins and K. R. Howe (eds.) Pacific Journeys: Essays in Honour of John Dunmore, Victoria University Press, Wellington, 2005, pp. 21–35.
- ‘Isle de France and Baudin's Precursors in Australian Waters', in Rivière, M. S. & Issur, K. R. (ed.) Baudin–Flinders dans l'Océan Indien: Voyages, découvertes, rencontre: Travels, Discoveries, Encounter: Actes du colloque international organisé par l'Université de Maurice, octobre 2003, L'Harmattan, Paris, 2006, pp. 137–155.
- François Péron: An Impetuous Life: Naturalist and Voyager, Miegunyah/MUP, Melb., 2006, pp. 349, ISBN 978-0-522-85260-8.
- A Dictionary of Sea Quotations: From Ancient Egypt to the Present, Miegunyah/Melbourne University Press, Melbourne, 2007, pp. 439, ISBN 0-522-85371-4.
- Marc-Joseph Marion Dufresne, un marin malouin à la découvertes des mers australes, traduction française de Maryse Duyker (avec l'assistance de Maurice Recq et l'auteur), Les Portes du Large, Rennes, 2010, pp. 352, ISBN 978-2-914612-14-2.
- Père Receveur: Franciscan, Scientist and Voyager with Lapérouse, Dharawal Publications, Engadine (NSW), 2011, pp. 41, ISBN 978-0-9870727-0-2.
- Dumont d'Urville: Explorer and Polymath, Otago University Press, Dunedin, 2014, pp. 671, ISBN 978-1-877578-70-0, University of Hawai'i Press, Honolulu, 2014, ISBN 978-0-8248-5139-2.
- Dumont d’Urville : L'homme et la mer, traduction, revision et adaption par Maryse Duyker, Anne Kehrig et Edward Duyker, Éditions CTHS [Comité des Travaux historiques et scientifiques], Paris, 2021, pp. 600, ISBN 2735509338.
- Horace Street Green: A Personal Past, Sylvania, NSW, 2023, s. 230, ISBN 978-0-6484209-0-3, [Encomio, 2023 Victorian Community History Awards][1].

## Premi letterari
- 2004, ‘New South Wales Premier's General History Prize' per Citizen Labillardière,
- 2007, ‘Frank Broeze Maritime History Prize’ per François Péron.
- 2022, 'Médaille de l'Académie de Marine', Francia.[2]